# Baudenbach
Baudenbach är en köping (Markt) i Landkreis Neustadt an der Aisch-Bad Windsheim i Regierungsbezirk Mittelfranken i förbundslandet Bayern i Tyskland.
Köpingen ingår i kommunalförbundet Diespeck tillsammans med kommunerna Diespeck, Gutenstetten och Münchsteinach.